# Alona Sutiagina
Alona Sutiagina (ur. 14 kwietnia 1997) – rosyjska skoczkini narciarska, reprezentantka klubu z Petersburga.
Na międzynarodowej arenie zadebiutowała 19 stycznia 2013 w Râșnovie podczas zawodów FIS Cup, oddając skoki na odległość odpowiednio 45,5 m i 49,5 m skoczni średniej.
19 lutego 2013 zajęła dziewiętnaste miejsce na europejskim festiwalu młodzieży w konkurencji indywidualnej, po skokach na 55,0 i 55,5 metry. Dwa dni później zdobyła brązowy medal w konkurencji drużynowej, w której wystąpiła wraz z Aliną Bobrakową, Ajsyłu Fachiertdinową i Kristiną Zachirową.
W lutym 2014 zadebiutowała w Pucharze Kontynentalnym, zajmując w dwóch konkursach rozegranych w Lahti miejsca w końcówce drugiej dziesiątki.
Uprawia również kombinację norweską. W sierpniu 2014 wzięła udział w zawodach FIS Youth Grand Prix w Oberstdorfie, w ramach których rozegrano pierwsze oficjalne zawody międzynarodowe kobiet w tej dyscyplinie sportu pod auspicjami Międzynarodowej Federacji Narciarskiej. W pierwszym dniu, gdy część biegowa miała długość 4,1 km, Sutiagina zajęła 3. pozycję w rywalizacji dziewcząt w kategorii urodzonych między 1996 a 1999 rokiem.

## Zimowy olimpijski festiwal młodzieży Europy
| Miejsce | Dzień     | Rok  | Miejscowość | Skocznia                    | Punkt K | HS    | Konkurs  | Skok 1 | Skok 2 | Nota                  | Strata    | Zwycięzca      |
| ------- | --------- | ---- | ----------- | --------------------------- | ------- | ----- | -------- | ------ | ------ | --------------------- | --------- | -------------- |
| 19.     | 19 lutego | 2013 | Râșnov      | Trambulina Valea Cărbunării | K-64    | HS-72 | indywid. | 55,0 m | 55,5 m | 172,5 pkt             | 52,5 pkt  | Anna Rupprecht |
| 3.      | 21 lutego | 2013 | Râșnov      | Trambulina Valea Cărbunării | K-64    | HS-72 | druż.    | 55,0 m | 51,5 m | 658,7 pkt (161,4 pkt) | 154,2 pkt | Czechy         |

## Puchar Kontynentalny

### Miejsca w klasyfikacji generalnej
| Sezon     | Miejsce |
| --------- | ------- |
| 2013/2014 | 35.     |

### Miejsca w poszczególnych konkursachPucharu Kontynentalnego
| Sezon 2013/2014                                              |          |       |       |       |       |        |
| Notodden                                                     | Notodden | Lahti | Lahti | Falun | Falun | punkty |
| -                                                            | -        | 19    | 18    | -     | -     | 25     |
| Legenda                                                      |          |       |       |       |       |        |
| 1 2 3 4-10 11-30 poniżej 30 - – zawodniczka nie wystartowała |          |       |       |       |       |        |

## FIS Cup

### Miejsca w klasyfikacji generalnej
| Sezon     | Miejsce |
| --------- | ------- |
| 2012/2013 | 17.     |

### Miejsca w poszczególnych konkursachFIS Cupu
| Sezon 2012/2013                                              |         |        |        |        |
| Villach                                                      | Villach | Râșnov | Râșnov | punkty |
| -                                                            | -       | 9      | 8      | 61     |
| Legenda                                                      |         |        |        |        |
| 1 2 3 4-10 11-30 poniżej 30 - − zawodniczka nie wystartowała |         |        |        |        |